# Maria Richard
Maria Richard, née Maria Huart le 28 novembre 1900 à Muno en Belgique et morte le 11 octobre 2012 à Béziers, a été considérée à tort comme la doyenne des Français du 29 août 2012, date du décès de Paule Bronzini, jusqu'à son décès. En réalité, la doyenne était alors Irénise Moulonguet, dont la famille refusait de dévoiler l'information.

## Biographie
Née en Belgique, Maria Richard vit la plus grande partie de sa vie à Sedan (Ardennes), où elle travaille dans l'industrie textile. Pendant la Seconde Guerre mondiale, elle quitte sa région d'origine avec ses deux enfants, Maurice et Jacqueline, et se réfugie à Gignac, dans l'Hérault. À la fin de la guerre, elle retourne dans les Ardennes, puis revient s'installer dans le Midi en 1961. Elle vit avec sa fille et son gendre à Sète jusqu'en 1995, puis à Béziers. En 2010, elle s'installe dans la maison de retraite La Méridienne (Béziers).
Bien qu'elle soit née en Belgique, Maria Richard a été naturalisée française.
Elle est inhumée au cimetière de Gignac (Hérault).